# Samson Șleahu
Samson Șleahu (născut Samson Șleizer; în rusă Самсон Шляху; n. 20 iulie 1915, Călărași, Basarabia, Imperiul Rus – d. 27 martie 1993, Chișinău, Republica Moldova) a fost un evreu basarabean, scriitor și scenarist sovietic moldovean.

## Biografie
S-a născut în târgul Călărași din ținutul Chișinău, gubernia Basarabia (Imperiul Rus). A studiat la Școala de Arte și Meserii din București. Samson Șleahu a fost membru în ilegalitate al Partidului Comunist din România. În timpul celui de-Al Doilea Război Mondial a slujit în armata sovietică, după demobilizare s-a stabilit la Chișinău.
A început să publice în 1946, în timp ce lucra la un șantier de construcții. Prima colecție de povești, „Constructorii” (Строители), a fost publicată în 1950. Majoritatea romanelor autorului sunt consacrate temei de război: „Tovarășul Vanea” (Товарищ Ваня, 1955), „După război” (После войны, 1957), „Neîmpușcați” (Необстрелянные, 1968), „Omul de încredere” (Надёжный человек, 1970). În romanul „Suburbia de jos” (Нижняя окраина, 1963), acțiunea are loc în Basarabia anilor 1930. Proza lui Șleahu a fost tradusă în limba maghiară, publicată în România, și în numeroase traduceri în limba rusă.
Bazat pe povestea sa, Солдат идёт за плугом („Soldatul merge în spatele plugului”), la studioul Moldovafilm în 1972, a fost pus în scenă lungmetrajul „Ultimul fort” (Последний форт). A fost scenarist pentru lungmetrajul При попытке к бегству („Încercarea de evadare”, 1965, împreună cu Constantin Condrea). A tradus în „limba moldovenească” („Povestea lui Zoia și Șura”, 1953).
Din 1957 a fost membru al consiliului de redacție al revistei literare „Nistru” (Днестр). În 1968 a devenit laureat al Premiului „Boris Glavan” al Comsomolului Moldovei pentru cartea „Tovarășul Vanea”.
În 1967, când scriitorii Spiridon Vangheli și Grigore Vieru erau acuzați de ministrul educației Evgheni Postovoi de naționalism românesc, Șleahu i-a apărat. În timp ce Postovoi îi certa pe cei 2, Șleahu se ridică și spune:

Scriitorul Samson Șleahu

„Tovarășe ministru, sunt Șleahu Samson. Eu îs de naționalitate evreu, dar sunt scriitor moldovean și nici mie nu mi-ați dat cuvântul... Iaca, pe colegii ăștia, pe Vangheli și pe Vieru, îi faceți naționaliști. Dacă vorbeam eu și nu v-ar fi plăcut, apoi cred că, cel puțin pe mine, nu m-ați fi putut face naționalist !”—

## Cărți

### În „moldovenească”
- Ziditorii, 1950.[7]
- Licurici. Chișinău: Editura de Stat a Moldovei, 1955.
- Tovarășul Vanea, 1956.
- După război. Chișinău: Școala sovietică, 1957.
- Oameni trecuți prin foc, 1960.
- Cel Ion cu ghinion. Chișinău: Cartea moldovenească, 1961.
- Mahalaua de jos, 1963.
- Luminează, soare! (cu Petru Zadnipru). Chișinău: Cartea moldovenească, 1964.
- Dragoste târzie. Chișinău: Cartea moldovenească, 1966.
- Hăul, 1968.
- Și luna era ca o gură detun..., 1970.
- Camertonul pierdut. Chișinău: Lumina, 1972.
- Omul de încredere, 1974.
- După război. Mahalaua de Jos: Roman. Chișinău: Cartea moldovenească, 1975.
- Din carnetele scriitorului, 1977.
- Scrieri, I—II, prefață de H. Corbu, 1979.
- Omul de încredere: Roman. Povestiri. Chișinău: Literatura artistică, 1980.

### În rusă
- Товарищ Ваня (povestire). Chișinău: Școala sovietică, 1953. — 194 p.
- Товарищ Ваня (povestire). Moscova—Leningrad: Детгиз, 1953. — 192 p.
- Товарищ Ваня (povestire). Moscova: Detghiz, 1955. — 192 p.
- Солдат идет за плугом (roman). Traducere de Еvghenia Zlatova și Mihail Fridman. Chișinău: Cartea moldovenească, 1959. — 182 p.
- Случай в степи. Chișinău: Cartea moldovenească, 1959. — 35 с.
- Солдат идёт за плугом (romanul «Товарищ Ваня»). Moscova: Voenizdat, 1960. — 356 p.
- Такими я их видел. Chișinău: Cartea moldovenească, 1960. — 148 p.
- Товарищ Ваня (roman). Chișinău: Cartea moldovenească, 1961. — 356 p.
- Рабочий день (eseuri). Chișinău: Cartea moldovenească, 1961. — 100 p.
- Нижняя окраина (roman). Moscova: Scriitorul sovietic, 1964.
- Такими я их видел (romane și povești). Chișinău: Cartea moldovenească, 1966.
- Товарищ Ваня (povestire). Нижняя окраина (роман). Moscova: Literatura artistică, 1967. — 440 p.
- Рассказы. Chișinău: Cartea moldovenească, 1969. — 88 p.
- 50 лет советского романа (colecție de romane de Ana Lupan, Vasile Vasilache, etc). Moscova: Izvestia, 1969.
- Необстрелянные (romane și povești). Moscova: Scriitorul sovietic, 1971. — 368 p.
- Надёжный человек (roman). Moscova: Scriitorul sovietic, 1975. — 320 p.
- Солдат идёт за плугом (povestire). Moscova: Literatura artistică, 1976. — 429 p.
- Товарищ Ваня (povestire). Chișinău: Lumina, 1976. — 208 p.
- Надёжный человек (romane și povești). Chișinău: Literatura artistică, 1978. — 279 p.
- Луна как жерло пушки (romane și povești). Moscova: Scriitorul sovietic, 1980. — 695 p.
- Луна как жерло пушки (povestire). Erevan: Sovetakan groh, 1984. — 191 p.
- Солдат идёт за плугом (romane și povești). Chișinău: Literatura artistică, 1985. — 512 p.

### În alte limbi
- Tovarășul Vanea. Editura Tineretului: București, 1955.
- Vízesés: Ana Lupan, Borisz Vlesztaru, Szamszon Sleahu. Európa Könyvkiadó: Budapesta, 1971.